# Where the Light Goes
Where the Light Goes – piąty album studyjny zespołu Matchbox Twenty wydany 26 maja 2023 za pośrednictwem Atlantic Records. 
Album został wyprodukowany przez Gregga Wattenberga, a jego produkcją zajęli się Wattenberg oraz członkowie zespołu Paul Doucette i Kyle Cook. 

## Spis utworów
1. "Friends" (Paul Doucette) – 4:46
2. "Wild Dogs (Running in a Slow Dream)" (Rob Thomas/Doucette/Wattenberg) – 3:30
3. "Rebels" (Thomas/Doucette) – 3:44
4. "One Hit Love" (Thomas/Doucette/Wattenberg) – 3:43
5. "Warm Blood" (Doucette) – 3:48
6. "Queen of New York City" (Thomas/Eric Arjes/Jeffrey Joseph East) – 3:32
7. "Where the Light Goes" (Thomas) – 3:52
8. "Hang on Every Word" (Doucette) – 4:08
9. "Don't Get Me Wrong" (Thomas/David Garcia/Craig Wiseman) – 2:53
10. "I Know Better" (Kyle Cook) – 3:48
11. "No Other Love" (featuring Amanda Shires) (Doucette/Deana Carter) – 3:36
12. "Selling Faith" (Thomas) – 3:18

### Single
| Rok  | Utwór                                 | Album                |
| ---- | ------------------------------------- | -------------------- |
| 2023 | "Wild Dogs (Running in a Slow Dream)" | Where the Light Goes |
| 2023 | "Don't Get Me Wrong"                  | Where the Light Goes |